# Théâtre des Cérémonies
Théâtre des Cérémonies byl dočasný stadion v Albertville ve Francii. Pojal 35 000 diváků. Byl ústředním stadionem během Zimních olympijských her v roce 1992, kde sloužil pouze pro zahajovací a závěrečný ceremoniál. Měl kapacitu 35 000 míst a kruhovitý půdorys. Hned po skončení olympiády byl 24. února 1992 zbourán. Část stadionu byla dodána do Barcelony a použita během Letních olympijských her v roce 1992. Během své existence se jednalo o největší takovou dočasnou strukturu, která byla kdy postavena. Na jeho místě je dnes park.